# シュテファン・ホッケ
シュテファン・ホッケ（Stephan Hocke、1983年10月20日 - ）は、ドイツ、テューリンゲン州ズール出身の元スキージャンプ選手である。ソルトレークシティオリンピック団体金メダリスト。

## プロフィール
1992年に父の指導のもとノルディック複合を始め、14歳で純ジャンプのナショナルチーム入りした。2001年11月23日にクオピオ（フィンランド）でワールドカップにデビュー、7位となった。この試合から4戦連続一桁順位と活躍、12月15日のエンゲルベルク（スイス）では優勝した。さらにソルトレイクシティオリンピックの団体ラージヒルでスベン・ハンナバルト、ミヒャエル・ウアマン、マルティン・シュミットと共に金メダルを獲得、このシーズンのワールドカップ総合で9位となった。
しかしこのシーズンの成績が自己ベストで、以後はワールドカップとコンチネンタルカップを行き来した。2012年12月引退を表明。